# Maialino! / ... no Tsuzuki ~Eien Nante Nai... Itsuka Owari ga Aru Keredo~
Singles de Misono
Hontouso / Sukirai
(2011) Itsumademo Teddy Bear
(2012)
Maialino! / ... no Tsuzuki ~Eien Nante Nai... Itsuka Owari ga Aru Keredo~ est le 18esingle de Misono sorti sous le label Avex Trax le 15 février 2012 au Japon. Il sort en format CD et CD+DVD. Le single est fait en collaboration avec la marque MONO COMME ÇA. Le clip contient une animation avec un petit cochon qui représente la mascotte de la marque Valentine's Day. Il arrive 61e à l'Oricon et reste classé trois semaines pour un total de 1 416 exemplaires vendus durant cette période. ... no Tsuzuki ~Eien Nante Nai... Itsuka Owari ga Aru Keredo~ se trouve sur l'album Uchi.

## Liste des titres
| 1. | Maialino! (マイアリーノ！ (Misono)) |  |
| 2. | "...。" no Tsuzuki ~Eien Nante Nai... Itsuka Owari ga Aru Keredo~ (「…。」の続き ～永遠なんてない... いつか終わりがあるけれど～ (Me)           |  |
| 3. | Maialino! (マイアリーノ！ (instrumental) |  |
| 4. | "...。" no Tsuzuki ~Eien Nante Nai... Itsuka Owari ga Aru Keredo~ (「…。」の続き ～永遠なんてない... いつか終わりがあるけれど～ (instrumental) |  |

| 1. | Maialino! (マイアリーノ！ (Misono)) |  |